# The Epoch Times
The Epoch Times — ультраправое издание, связанное с новым религиозным движением Фалуньгун. Газета ведет веб-сайты в 35 странах на нескольких языках, включая русский и украинский.
Сайты и YouTube-каналы Epoch Media Group были уличены в распространении дезинформации и конспирологии, в том числе теории заговора QAnon, дезинформации о вакцинах, а также ложных заявлений о фальсификациях на президентских выборах в США в 2020 году.

## История
The Epoch Times была основана в 2000 году Джоном Таном и ещё несколькими американцами китайского происхождения, входящими в религиозное движение Фалуньгун.
К 2003 году газета превратилась в один из крупнейших новостных СМИ на китайском языке за пределами Китая, с местными изданиями в США, Канаде, Австралии, Новой Зеландии, Японии, Индонезии, Тайване, Гонконге и странах Западной Европы. Первое англоязычное Интернет-издание было запущено в сентябре 2003 году, а первое англоязычное печатное издание в 2004.
В ноябре 2004 года издание The Epoch Times на китайском языке опубликовало серию статей на первой полосе под названием «Девять комментариев о коммунистической партии». В них газета критиковала Коммунитическую партию Китая. обвиняя её в нарушении культурных и духовных традиций китайского народа. В статьях газета призвала членов партии выходить из неё. Китаист Дэвид Оунби сравнил стилистику газетной критики КПК с низкопробной антикоммунистической пропагандой, написанной на Тайване в 1950-х годах. Тем не менее, течении 2000-х и 2010-х копии «Девяти комментариев» широко распространились в Китае подпольно.
В 2016 году газета сменила редакционную политику, начав искать поддержку в борьбе с Коммунитической партией Китая среди правых и ультраправых политиков в западных странах. Во время выборов того же года в США, Epoch times была вторым по величине спонсором рекламы в поддержку Дональда Трампа в Facebook после собственно его избирательной кампании.. Газета была множества раз уличена в поддержки теорий заговора в поддержку Трампа. Например, YouTube-канал Edge of Wonder, который принадлежал Epoch Media Group, распространял теорию заговора QAnon, утверждающая, что Соединёнными Штатами (и всем миром) правит тайная секта сатанистов-педофилов, против которой борется Дональд Трамп.
Помимо прямого распространения теорий заговора, газета The Epoch Times публикует дезинформацию через сетку анонимных профилей в соцсетях. В октябре 2019 года cлужба по проверке фактов Snopes.com обнаружила связь между газетой и сетью страниц и групп в Facebook под названием The beauty of Life («Красота жизни»), которые распространяли идеи теории заговора QAnon. К декабрю 2019 года суммарное количество подписчиков The beauty of Life превысило 28 миллионов подписчиков в Facebook. После того, как фейковые аккаунты сети были обнаружены, они были удалены.
Во время пандемии COVID-19, газета The Epoch Times стала одним из главных рупоров антипрививочных нарративов. Вирус в газете называется SARS-CoV-2 как «вирус КПК». Сама же газета распространяет теорию заговора о том, что вирус был создан как биологическое оружие Китаем. После того как Трамп проиграл президентские выборы 2020 года, The Epoch Times пыталась поставить под сомнение результаты выборов. Газета выпустила 93-минутное видео, в котором продвигается теория заговора о том, что Коммунитическая партию Китая подкупила поставщиков оборудования для избирательных участков.

## Позиция редакции
Редакция газеты крайне благосклонно относится к американским, немецким и французским ультраправым, видя в них союзников в борьбе с Коммунистической Партией Китая.
Согласно Бену Херли, бывшему сотруднику The Epoch Times, редакция относится крайне негативно к абортам и ЛГБТ, а также видит коммунистический заговор повсюду, в том числе в умеренных политических фигурах как Хиллари Клинтон и Кофи Аннан.